# Diduga albida
Diduga albida là một loài bướm đêm thuộc phân họ Arctiinae, họ Erebidae.